# Jens Christiansen (kunstner)
 For alternative betydninger, se Jens Christiansen (flertydig). (Se også artikler, som begynder med Jens Christiansen)
Jens Christiansen (født 21. januar 1954 på Frederiksberg) er en dansk kunstmaler, forfatter, komponist og sangskriver.
Jens Christensens malerier og skulpturer bærer præg af vildskab, absurditet og humor.[kilde mangler] I hans værker optræder ofte besynderlige, fortabte og muntre væsner.[kilde mangler]
Som forfatter har han bl.a. udgivet digtsamlingen Et øjebliks vanvid. Her, som i hans andre værker, vendes der op og ned på ord og begreber hvorved der kastes et absurd, humorfyldt lys over hverdagslivet.[kilde mangler]
Som sanger, sangskriver og komponist kan han bl.a. opleves i bandet Alma Casino and the Syndicate.

## Pladeudgivelser
- Alma Casino and the Syndicate: Lavtflyvende Engle, 2007
- First Take, 2009

## Digtsamlinger
- Et øjebliks vanvid, 2005
- God bedring, 2009